# Luiz Gondim de Araújo Lins
Luiz Gondim de Araújo Lins (Rio de Janeiro, 19 de agosto de 1933 — Rio de Janeiro, 3 de março de 2020) foi um médico escritor brasileiro.

## Formação
Fez o curso médio no Instituto Rabelo, no Rio de Janeiro.
Fez medicina na Escola de Medicina e Cirurgia, formando-se em 1957.
Fez cursos de pós-graduação em Pediatria, Psiquiatria e Homeopatia.

## Atuação profissional

### Militar
Ingressou por concurso, em 1959, Na Escola de Saúde do Exército, indo servir em São Luís, no Maranhão.
Foi também médico da Capitania dos Portos.
Foi transferido para a Policlínica Militar de Praia Vermelha.
Foi nomeado diretor da Policlínica Militar de Niterói, onde exerceu a função por 3 anos.

### Civil
Atuou como médico na Casa de Saúde Dr. Eiras, em Botafogo
Foi chefe da enfermaria de Psiquiatria por 25 anos.
Foi orador oficial em todas as solenidades.

## Atuação literária
Atuou nas seguintes entidades literárias:
- Sociedade Brasileira de Médicos Escritores - Regional do Estado do Rio de Janeiro (SOBRAMES-RJ)[nota 2];
- Academia Brasileira de Médicos Escritores[nota 3] (ABRAMES);
- Academia Cabo-Friense de Letras;
- Academia Cachoeirense de Letras;
- Associação São-Luizense de Autores (São Luiz Gonzaga (Rio Grande do Sul);
- Sociedade de Língua e Literatura;
- União de Médicos Escritores e Artistas Lusófonos (UMEAL);
- Liga Sul-Americana de Médicos Escritores (LISAME);
- Academia Nacional de Letras e Artes;
- Sociedade Eça de Queiroz;
- Centro Cultural do Forte Copacabana.

## Livros publicados
- O silêncio do pássaro (poemas) - 1993
- Trevo - Três gerações de poetas (Poemas) - 1995
- Roda dos personagens (crônicas e contos) - 2001[nota 4]
- Escolhidas (coletânea de poemas premiados) - 2006

## Distinções
- Seu nome é verbete na Enciclopédia Brasileira de Literatura[1];
- Medalha Internacional da Organização das Nações Unidas, por relevantes serviços prestados na Guerra dos seis dias, no Oriente Médio;
- Medalha Mérito Cultural da Sociedade Brasileira de Médicos Escritores;
- Medalha Peregrino Júnior, da União Brasileira de Escritores;
- Troféu Albert Sabin (Juiz de Fora, destinado a personalidades que valorizam e resgatam vidas/
- Medalha Manuel Antônio de Almeida, da Academia Brasileira de Médicos Escritores, pelo conjunto de sua obra.